# Dødheimsgard
I Dødheimsgard (a volte abbreviati in 'DHG') sono un gruppo black metal norvegese formatosi nel 1994.

## Storia
Inizialmente dediti a suonare black metal nei dischi Kronet Til Konge e Monumental Possession, con l'album 666 International del 1999 virarono verso sonorità sperimentali accostabili all'avant-garde/industrial metal. Dall'anno 2000 il gruppo viene nominato anche in forma abbreviata. Nel 2003 vi sono stati alcuni cambi nella formazione del gruppo: Aldrahn, Zweizz e Czral sono stati sostituiti.
"Dødheimsgard" è la contrazione di tre parole norvegesi: Død che significa morte, heim che vuol dire casa e gard il cui significato (per lo meno in questo caso) è dimora. Una traduzione studiata del nome potrebbe essere "Dimora della morte" o, in alternativa, "Reame della morte/dei morti".
Nel 2006 completano un nuovo album, Supervillain Outcast, pubblicato nell'aprile 2007 da Moonfog Productions e The End Records.
Il 4 gennaio 2008 annunciano che il cantante Kvohst ha lasciato il gruppo.

## Formazione

### Formazione attuale
- Vicotnik (Viper, Mr. Fixit, Yusaf Parvez) - chitarra, voce (1994-) (Ved Buens Ende, Code, Naer Mataron)
- Thrawn (Tom Kvålsvoll) - chitarra
- Clandestine (Christian Eidskrem) - basso
- D'arn - batteria
- Jormundgand - sintetizzatore

### Ex componenti
- Aldrahn (Bjørn Dencker Gjerde) - voce, chitarra (1994-2003)
- Alver (Jonas Alver) - basso (1996)
- Apollyon (Ole Jørgen Moe) - basso, batteria, chitarra, voce (1995-1999) (Aura Noir, Cadaver, Immortal)
- Cerberus - basso (1998)
- Czral (Carl-Michael Eide) - batteria (1999-2003, in Supervillain Outcast) (Aura Noir, Virus, Cadaver, Ved Buens Ende, Satyricon, Ulver)
- Fenriz (Gylve Nagell) - voce, basso (1994-1995) (Darkthrone)
- Inflabitan - chitarra, basso (in tour nel 1999)
- Galder (Thomas Rune Andersen) - chitarra (1998) (Old Man's Child, Dimmu Borgir)
- Kvohst - voce (Code)
- Mort - effetti su Supervillain Outcast
- Mr. Magic Logic/Hologram/Zweizz  (Svein Egil Hatlevik) - tastiera, pianoforte (1997-2003) (Fleurety)

## Discografia

### Album in studio
- 1995 – Kronet Til Konge
- 1996 – Monumental Possession
- 1999 – 666 International
- 2007 – Supervillain Outcast
- 2015 – A Umbra Omega
- 2023 – Black Medium Current

### EP
- 1998 – Satanic Art
- 2005 – Mørk Skog

### Demo
- 1994 – Promo 1994
- 1995 – Promo 1995